# Spartiá
Spartiá (Spartia, Spartias) är en ort i Grekland.   Den ligger i prefekturen Fthiotis och regionen Grekiska fastlandet, i den centrala delen av landet, 130 km nordväst om huvudstaden Aten. Spartiá ligger 219 meter över havet och antalet invånare är 187.
Terrängen runt Spartiá är huvudsakligen kuperad, men åt sydost är den platt. Runt Spartiá är det ganska glesbefolkat, med 27 invånare per kvadratkilometer. Närmaste större samhälle är Stylída, 14,3 km väster om Spartiá. 